# Place Jean-Pierre-Lévy
La place Jean-Pierre-Lévy est une voie située dans le quartier de l'Europe du 8e arrondissement de Paris.

## Situation et accès
La place Jean-Pierre-Lévy est desservie par les lignes 2 et 3 à la station Villiers.

## Origine du nom
Cette place rend hommage à Jean-Pierre Lévy (1911-1996) résistant et fondateur en 1941 du mouvement Franc-Tireur.
Le résistant vivait dans un immeuble en face de la place qui a pris son nom[réf. nécessaire].

## Historique
La place est créée et prend sa dénomination actuelle en 2006 sur l'emprise des voies qui la bordent. 

## Bâtiments remarquables et lieux de mémoire
- La place constitue l'angle sud-ouest du lycée Chaptal.